# Gliome protubérantiel infiltrant
 Mise en garde médicale
Le gliome protubérantiel infiltrant, appelé également gliome infiltrant du tronc cérébral (GITC) ou gliome pontique intrinsèque diffus (traduction de l'anglais DIPG, diffuse Intrinsic Pontine glioma), est une tumeur maligne diffuse du pont, appelé aussi protubérance, du tronc cérébral. D'incidence généralement pédiatrique, elle affecte occasionnellement les adultes. Infiltrant, inopérable, dangereusement localisé et agressif, ce gliome est fatal dans l'immense majorité des cas.
Malgré l'absence de traitement curatif jusqu'à récemment, des avancées significatives ont été réalisées ces dernières années, notamment avec l'immunothérapie, les cellules CAR-T et les thérapies ciblées, qui commencent à montrer des résultats prometteurs, comme en témoigne des premières guérisons documentées en 2024 grâce à une combinaison de traitements.

## Définition et classification
Cette forme diffuse de gliome est classiquement opposée au gliome focal du tronc cérébral, classiquement bénin ou de bas grade. Cette classification a été remplacée en 2016 par la nouvelle classification de l'OMS
— qui fait suite à la classification de 2007 — qui parle de gliome médian diffus avec mutation K27M sur l'histone H3, la mutation pouvant être sur l'histone H3.1 ou H3.3.

## Incidence
Depuis l'avènement des techniques d'imagerie médicale modernes, il a été démontré que plus de 80 % des gliomes du tronc cérébral de l'enfant de moins de 15 ans sont des gliomes protubérantiels infiltrants.

## Signes et symptômes
Les symptômes traduisent tout d'abord un dysfonctionnement du pont, la structure cérébrale lésée par le gliome, et correspondent à une triade correspondant aux structures atteintes par le processus :  

### Une atteinte cérébelleuse
- Des troubles de l'équilibre, de la coordination (ataxie, dysmétrie)
- Des troubles de l'articulation[7] (dysarthrie).

### Unsyndrome pyramidal
- Une hypertonie de type spastique
- Une hyperréflexie
- Un déficit moteur
- Un signe de Babinski

### Une atteinte des nerfs crâniens
Atteinte isolée ou multiple, uni- ou bilatérale, intéressant le plus souvent le nerf abducens (VI), ou ancien nerf moteur oculaire externe, et le nerf facial (VII), qui naissent du tronc cérébral au niveau du pont, et causant: 
- Un trouble de l'alignement des yeux et/ou une diplopie (vision double)
- Une asymétrie des traits du visage due à une faiblesse de certains muscles faciaux.

## Diagnostic
Le diagnostic du gliome protubérantiel infiltrant repose sur les données radiologiques IRM et le tableau clinique du patient. 
Bien qu'invasive et inutile au moment du diagnostic, la biopsie est aujourd'hui considérée par certains, comme un atout prometteur pour faire avancer la recherche.

## Gradation
Le gliome protubérantiel infiltrant est un gliome de haut grade.

## Traitement

### Radiothérapie
La résection chirurgicale étant virtuellement impossible, la radiothérapie conventionnelle demeure le traitement standard des patients atteints de gliome protubérantiel infiltrant. Si elle offre un répit à 70% des patients - en améliorant leurs fonctions neurologiques et en ralentissant temporairement l'évolution de la maladie, la radiothérapie reste toutefois sans effet sur leur espérance de vie.

### Chimiothérapie
De nombreuses recherches effectuées au cours de ces trente dernières années se sont accordées à démontrer l'inefficacité des traitements chimiothérapeutiques en cas de gliome protubérantiel infiltrant pédiatrique.
Divers stéroïdes peuvent également être administrés afin de contrecarrer l’œdème et l'inflammation causés par la tumeur. 

### CAR-T
Une étude de 2023 rapporte que des perfusions intracérébroventriculaires répétées de cellules CAR-T ont permis d'obtenir un changement immunitaire chez les patients. Des études précliniques ont permis d'observer une efficacité.
Un essai mené par Stanford Medicine publié en 2025 a démontré l'efficacité des cellules CAR-T chez des enfants atteints de gliomes pontins intrinsèques diffus (GPID). Sur 11 participants, neuf ont montré des améliorations, avec une disparition complète de la tumeur chez l'un d'eux.
Une seconde étude de phase 1 avec 21 patients avec le BCB-276, une thérapie CAR T autologue ciblant B7-H3, indique une survie médiane de 19,8 mois, avec trois patients survivant à la fin de l'étude avec respectivement 44,6, 45,6 et 52,5 mois, et un essai clinique pivot de phase 2 est prévu d'ici fin 2025.

### Immunothérapie et thérapie ciblée
Un jeune Belge a été guéri grâce à une thérapie ciblée combinée à une immunothérapie. Ce traitement innovant (évérolimus) a permis d'éradiquer le cancer.

### Recherche
Des études en cours en 2023 du composé ONC201 a montré une efficacité préclinique et clinique émergente.
La localisation, la barrière hémato-encéphalique et une résistance à la chimiothérapie cytotoxique sont les caractéristiques du GITC qui explique l'insuffisance des progrès jusqu'alors. Des découvertes décisives lors de la dernière décennie sur les moteurs moléculaires ont entraîné une explosion des recherches sur les thérapies ciblées pour le GITC. Bien que des connaissances inestimables aient été acquises et que de nombreux résultats prometteurs aient été obtenus dans le cadre de travaux précliniques, la recherche sur les thérapies ciblées n'a pas cependant pas encore abouti et des études sont encore nécessaires.

## Pronostic
Le gliome protubérantiel infiltrant est incurable. En dépit de la réalisation de nombreux essais cliniques, aucun traitement n'est encore capable de venir à bout de ces tumeurs et la tumeur est en général fatale.
Actuellement, la durée de survie moyenne au gliome protubérantiel infiltrant est de 9 mois. La survie à deux ans est de 10%.